# 妙遠坊

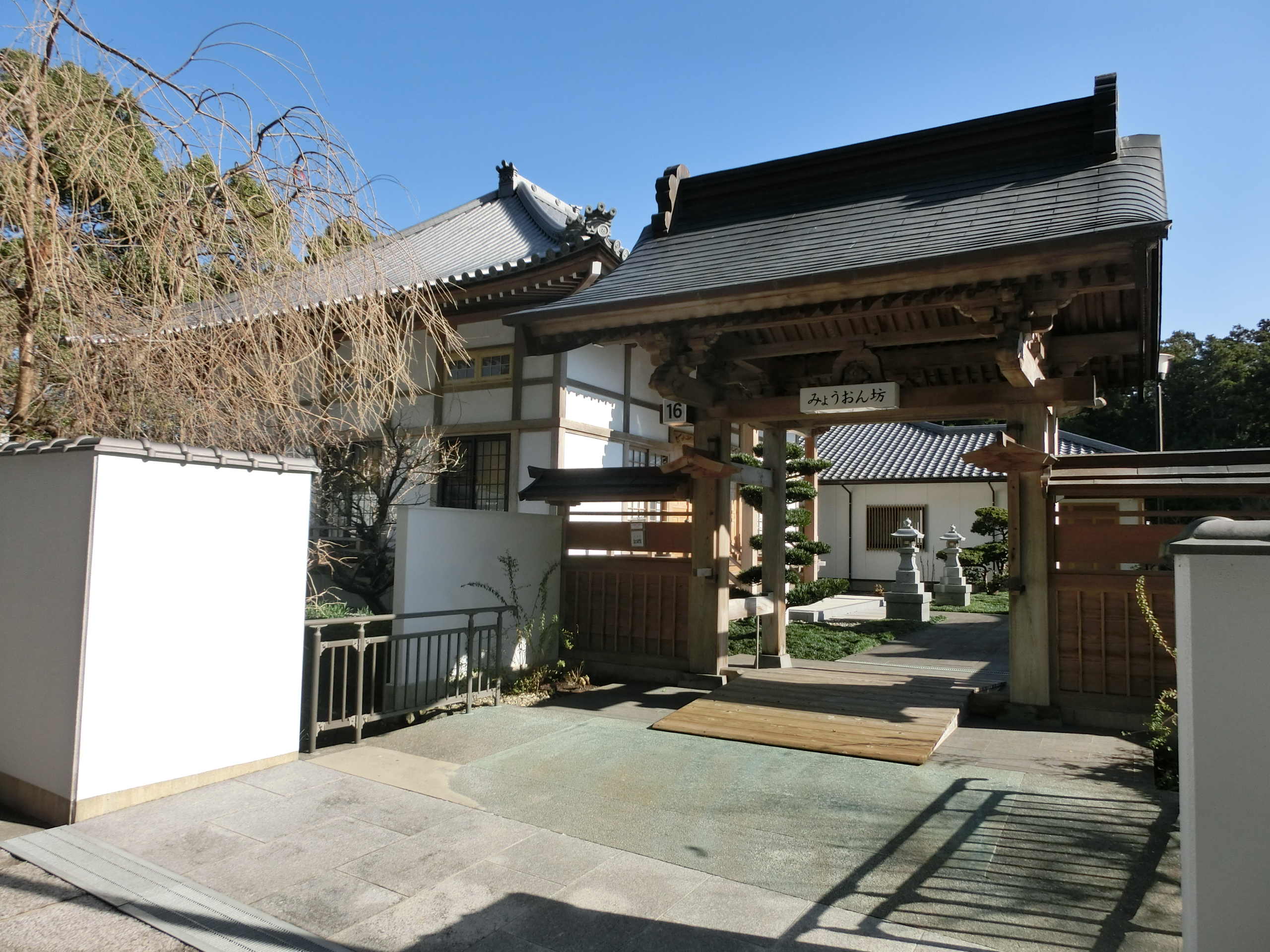
妙遠坊

妙遠坊（みょうおんぼう）は、日蓮正宗総本山大石寺の塔中坊の一つ。

## 歴史
- 1964年（昭和39年）3月31日 - 第66世法主日達を開基として建立される。
- 2008年（平成20年）12月9日 - 立正安国論正義顕揚750年記念局総本山総合整備事業の一環として東塔中・報恩坊北隣に移転、改築される。西裏塔中の跡地に遠寿坊が移転。